# Villebrunea scabra
Villebrunea scabra là loài thực vật có hoa trong họ Tầm ma. Loài này được (Blume) Wedd. miêu tả khoa học đầu tiên năm 1854.